# 科登 (阿拉巴馬州)
科登（英語：Coden）是一個位於美國阿拉巴馬州莫比爾縣的非建制地區。該地的面積和人口皆未知。

## 地理
科登的座標為30°22′59″N 88°14′18″W / 30.38306°N 88.23833°W，而該地的平均海拔高度為2米（即7英尺）。